# Allegoria della Pittura e Architettura
Il dipinto dal titolo Allegoria della Pittura e Architettura è un'opera del pittore senese Francesco Rustici (Siena, 1592 – 1625), detto il Rustichino, per distinguerlo dal padre, soprannominato il Rusticone.

## Descrizione
Questo dipinto proviene dalla famosa collezione del cardinale Leopoldo de' Medici che arricchì notevolmente il patrimonio artistico della famiglia Medici: i dipinti che erano in suo possesso sono oggi nelle sale della Galleria degli Uffizi e nel Corridoio vasariano. Nel 1795 dal dipinto di Rustici Allegoria della Pittura e Architettura fu tratta una incisione.
Il quadro rappresenta due giovani donne (la Pittura e l'Architettura, appunto), con le vesti ampiamente scollate sul seno, mentre conversano, rivolte l'una verso l'altra. La Pittura stringe in mano i pennelli e poggia il gomito sopra una pila di libri. Altri libri, aperti, sono sul tavolo.
Francesco Rustici, pittore manierista senese, durante il suo soggiorno a Roma, fra il 1618 e il 1619, rimase influenzato dal naturalismo caravaggesco. In particolare, entrò in contatto con il pittore olandese Gerrit van Hontorst, che si era fatto conoscere per dipinti, a soggetto sacro e profano, carichi di effetti notturni, tanto che lo avevano soprannominato Gherardo delle Notti.

### Esposizioni
- Dipinti salvati dalla piena dell'Arno, Firenze, 1966
- Caravaggio e i Caravaggeschi nelle Gallerie di Firenze, Firenze, 1970